# John Joseph Caldwell Abbott
John Joseph Caldwell Abbott (Saint Andrew, Bajo Canadá, 12 de marzo de 1821 - Montreal, Quebec, 30 de octubre de 1893) fue un político y abogado canadiense. 

## Biografía
Educado en la Universidad McGill en Montreal, se convirtió en abogado en 1847 y fue hecho asesor jurídico de la reina en 1862. Abbott fue decano de la facultad de derecho de la Universidad McGill desde 1855 hasta 1880.
Elegido a la Cámara de los Comunes por Argenteuil (1867-1874 y 1880-1887), pasó luego al Senado siendo jefe del mismo hasta 1890. Decimonoveno Alcalde de Montreal (1887-1888). 
A la muerte de John Macdonald, Abbott se volvió en la alternativa a ocupar el cargo de primer ministro. Su salud enfermiza lo forzó a renunciar en 1892, ocupando el cargo solo 17 meses. Murió de un tumor cerebral.
Es uno de los bisabuelos del actor Christopher Plummer.

### Publicaciones
- The Insolvent Act of 1864, with Notes, Together with the Rules of Practice And The Tariff of Fees for Lower Canada (1864) ISBN 0665373880
- Functions of the Senate Responsibilities and Duties of the Upper Chamber ... (1890) ISBN 0665061196
- Speech Closing the Debate on Trade Relations, March 15th, 1889 (1889).
- Abbott's Speech Before the Senate, June 17, 1891.